# Onzevader (Vasks)
Pēteris Vasks zette de Latijnse versie van het Onzevader (Pater Noster) op muziek in 1991. Alhoewel niet specifiek geschreven ter nagedachtenis van zijn vader, leidde het overlijden van zijn vader wel tot het componeren van dit werk.

## Geschiedenis
Vasks komt uit een protestants milieu uit Letland (zijn vader was predikant) en liep daardoor tegen een aantal problemen aan met het schrijven van kerkmuziek:
- Tijdens de overheersing door de Sovjet-Unie was het niet toegestaan kerkmuziek te componeren; deed je dat wel, dan was je gedoemd die muziek alleen voor jezelf te schrijven of dat het werk in de la verdween om er nooit meer uit te komen; er waren geen redenen om dergelijke muziek te schrijven;
- na de val van de Sovjet-Unie en de geleidelijke onafhankelijkheid van Letland van Rusland, kwam er een "hausse" aan componisten die ineens wel gelovig waren en ook ineens kerkmuziek gingen schrijven; Vasks wilde niet de naam hebben daarbij te horen, dus stelde uit;
- Vasks was gewend alleen maar seculiere muziek te componeren, dan wel muziek gebaseerd op volksmuziek uit Letland en omgeving;
- Vasks vindt zelf dat je enige volwassenheid moet hebben om dergelijke muziek te kunnen schrijven; voor 1991 was dat kennelijk niet het geval;
- Vasks was lid van de protestantse geloofsgemeenschap, die het Latijn banden; toonzetting van een Latijnse tekst was nieuw voor hem.

## Compositie
Onzevader is gecomponeerd in 1991. Het Onzevader is voor hem tweeledig:
- het is een persoonlijk ter nagedachtenis aan zijn vader;
- het is een tekst ter nagedachtenis aan De Vader.

Om te wennen aan het schrijven van kerkmuziek heeft hij eerst de Letse tekst getoonzet, daarna de Latijnse. Vasks gebruikt naast het koor alleen strijkers. In zijn andere kerkcomposities heeft hij andere combinaties geprobeerd, maar de combinatie strijkers/koor levert volgens hem het beste op. De begeleidende strijkers klinken statig, gedragen en licht tegelijk; het geeft de compositie een lichtheid, die klassieke muziek uit Scandinavië wel vaker heeft. Daarin verschilt het bijvoorbeeld van muziek van Alan Hovhaness, die eenzelfde statigheid heeft, maar somberder klinkt.

## Bron en discografie
- Uitgave Ondine: Letland Omroep Koor, Sinfonietta Riga, o.l.v. Sigvards Kļava